# بخش مینان
بخش مینان، یکی از بخش‌های شهرستان سرباز در استان سیستان و بلوچستان ایران است. که مهترین و مشهورترین روستای آن میتگان میباشد. با جاذبه های بکر گردشگری.

## تقسیمات کشوری
- بخش مینان
  - دهستان مینان
  - دهستان کزور

## جمعیت
بر پایه سرشماری عمومی نفوس و مسکن در سال ۱۳۹۵، جمعیت بخش مینان برابر با ۱۸٬۷۳۳ نفر بوده‌است.